# Кролі в Австралії

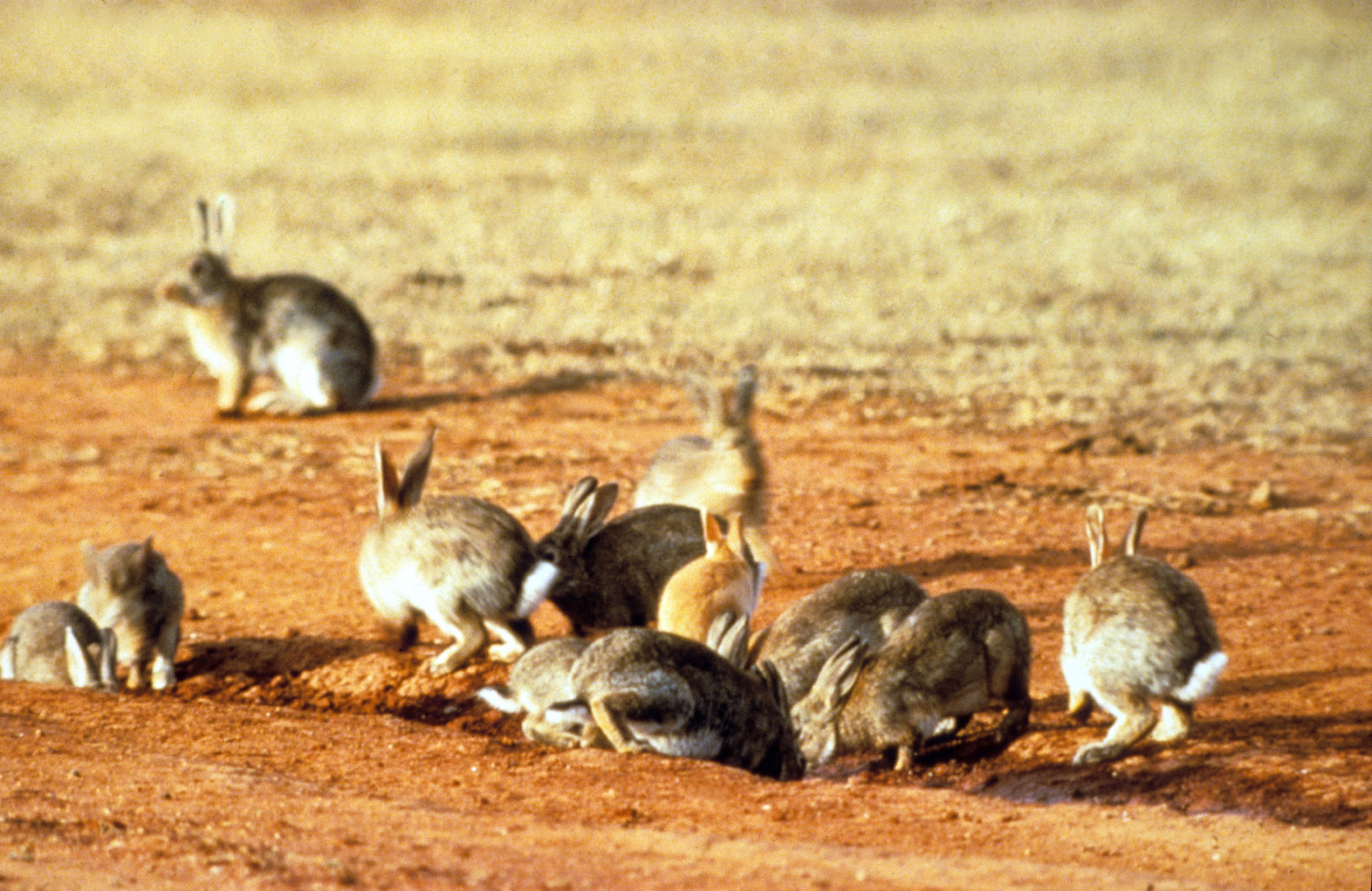
Європейські кролі в Австралії

Кролі в Австралії — серйозні шкідники і агресивний інвазійний вид. Привезені до Австралії на кораблях Першого флоту, вони поширилися після запуску в природне середовище 1859 року. Кролі завдають шкоди сільськогосподарським культурам на мільйони доларів. У XX столітті контролювати популяцію кролів намагалися різними способами. Традиційні методи — відстріл і руйнування помешкань — мали лише обмежений успіх. 1907 року з метою стримати кролів на території Західної Австралії зведено захисний паркан. У 1950-х роках серед популяції кролів поширили вірус, що викликає міксоматоз, що призвело до серйозного скорочення поголів'я кролів, проте через деякий час ефективність цього методу боротьби впала через адаптацію кролів до вірусу.

## Історія
Кролів завезли до Австралії на кораблях першого флоту 1788 року. Їх утримували (можливо, в клітках) для забою на м'ясо. У перші десятиліття їх було небагато, судячи з відсутності їх решток в археологічних слідах трапез перших колоністів. Проте вже 1827 року в Тасманії в одній з газетних статей зазначалося: «Поголів'я звичайних кролів настільки зросло, що деякими великими маєтками вони бігають уже тисячами. Ми розуміємо, що в старій колонії [в Новому Південному Уельсі] немає кролів». Це ясно показує, що вибух чисельності місцевої популяції кролів стався в Тасманії на початку XIX століття. У той же час Каннінгем зазначає, що в Новому Південному Уельсі «Кролі живляться біля будинків, але здичавілих ми ще не бачили». Він також зазначає, що піщаний ґрунт, порослий низьким чагарником, у області між Сіднеєм і Ботанічною затокою, був би ідеальним місцем для вирощування кролів. У межах огорож буде значно більше кролячих садків, ніж у клітках. Першу огорожу (принаймні, в Сіднеї) для вирощування кролів побудував у Елізабет-Бей-Хауз Олександр МакКлей: «заповідник або кролячий садок, оточений міцною кам'яною стіною і добре забезпечений цією значущою дичиною». У 1840-х роках утримання кролів поширилось: у судових записах зустрічаються приклади описів крадіжок кролів зі звичайних будинків, кроляче м'ясо входить до раціону звичайних людей.

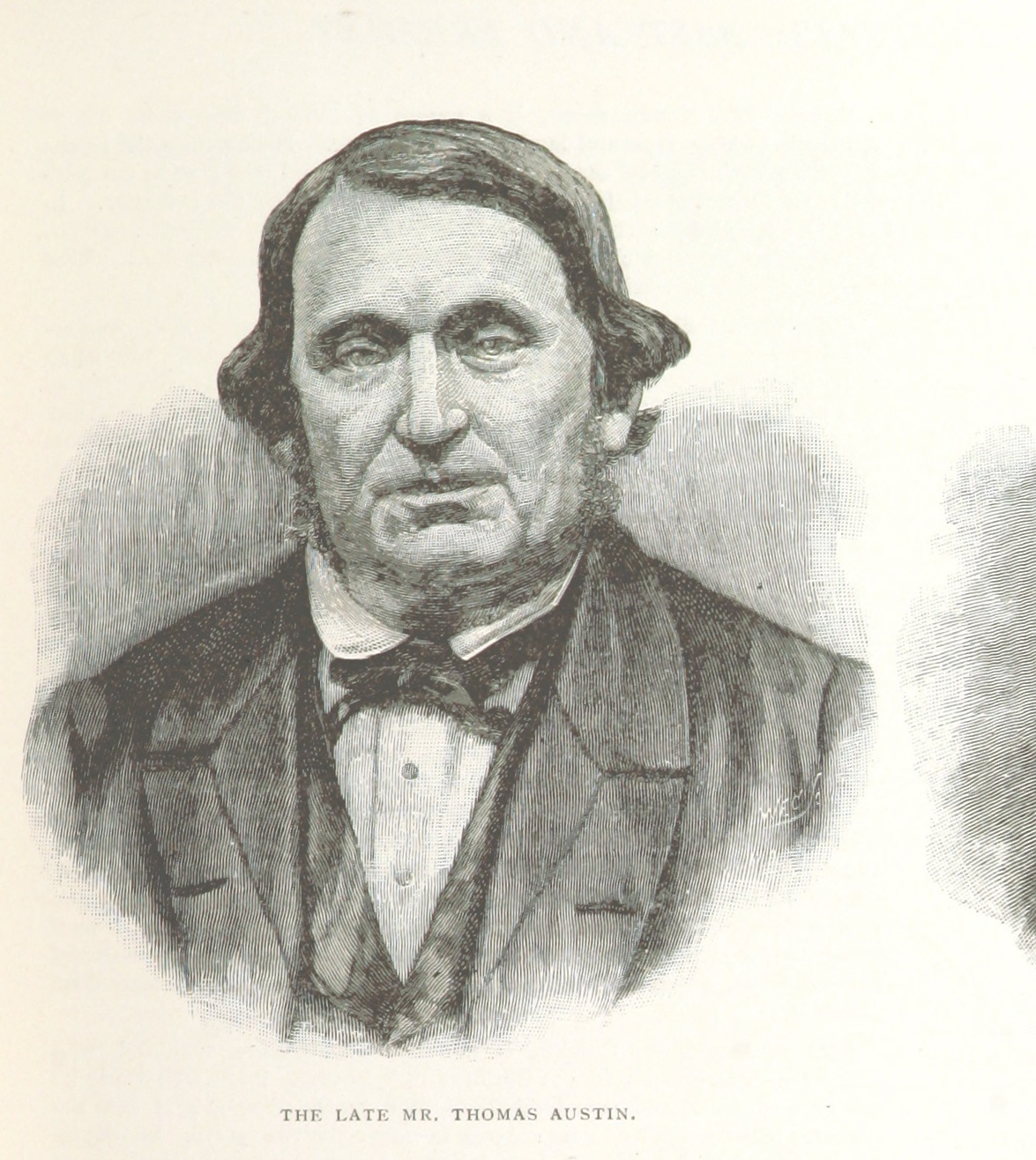
Том Остін

Масштабне поширення кролів почалося після того, як у жовтні 1859 року Том Остін випустив 24 диких кролів у належному йому Бервон-парку (Barwon Park) поблизу Вінчелсі, Вікторія, щоб на них полювати. Проживаючи в Англії, Остін став завзятим мисливцем і регулярно присвячував вихідні полюванню на кролів. Прибувши до Австралії, де не було природної популяції кролів, Томас Остін попросив свого племінника Вільяма Остіна надіслати йому 12 сірих кролів, п'ять зайців, 72 куріпки і кілька горобців, щоб створити місцеву популяцію цих видів у Австралії і займатися далі своїм захопленням. Однак Вільяму не вдалося знайти стільки диких кролів, і він купив домашніх. Одна з версій, що пояснюють, чому кролі Бервон-парку так швидко адаптувалися в Австралії, свідчить, що відбулося схрещування двох різних видів кролів, і отримані гібридні особини були особливо витривалими і енергійними. Багато фермерів за прикладом Остіна теж випустили своїх кролів на волю.
Остін заявив: «Випуск невеликої кількості кролів у дику природу не завдасть шкоди і допоможе забезпечити м'ясом на додачу до полювання».
Але він не врахував, що кролі надзвичайно плідні, і вони дуже швидко поширилися в південній частині округу. Умови в Австралії виявилися ідеальними для вибухового зростання популяції кролів. Великі рівнини, порослі низькою рослинністю, стали для них ідеальним місцем проживання, а м'які зими дозволяли давати потомство протягом цілого року.
Поширення кролів у Австралії стало класичним прикладом несподіваних наслідків. Протягом 10 років після випуску кролів вони настільки розплодилися, що щорічне винищення (відстрілом, отрутами або пастками) двох мільйонів кролів не впливало помітно на кролячу популяцію. Не змогла виправити ситуацію і спроба завезти в Австралію природних ворогів кролів (наприклад, лисиць), оскільки ті замість кролів почали знищувати представників місцевої фауни. Поширення кролів стало найшвидшим поширенням виду ссавців у відомій історії. Нині кролі обгороджені в південній і центральній частинах країни, в північних пустелях також мешкають розсіяні популяції.
Хоча кролі і є шкідниками, вони, проте, виявилися корисними в ході економічних депресій 1890-х і 1930-х років і під час воєн. Видобуток кролів фермерами і скотарями забезпечував їх їжею і додатковими доходами, а в деяких випадках допомагав фермерам розплатитися з боргами. Кролі були їжею для службових собак, а у вареному вигляді — і домашньою їжею. Пізніше заморожені тушки кролів стали продавати на місцевому рівні і на експорт. Шкури кролів також продають і донині використовують для виробництва головних уборів і одягу.

## Вплив на біоценози Австралії

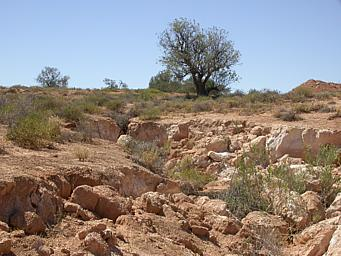
Ерозія ґрунту, що виникла через кролів

Після випускання на волю в Австралії в XIX столітті кролі спустошливо вплинули на природу Австралії. Вважають, що кролі стали основною причиною вимирання багатьох видів австралійських тварин, масштаб вимирання на той час залишається невідомим. Кролі часто знищують молоді деревця у фруктових садах, лісах і маєтках, обгризаючи на них кору.
Поширення кролів призвело до посилення ерозії: вони поїдають саджанці, залишаючи верхній шар ґрунту беззахисним і вразливим для площинної ерозії, утворення ярів і вивітрювання. Зникнення верхнього шару ґрунту спустошує землі, на їх відновлення потрібні багато сотень років.

## Контроль чисельності
До 1887 року збитки від поширення кролів змусили уряд Нового Південного Уельсу запропонувати значну премію за «будь-який успішний метод ефективного винищення кролів, донині невідомий у колонії». Ця пропозиція привернула увагу Луї Пастера, який висунув ідею використати бацили курячої чуми (зараз відомі як Pasteurella multocida) і, хоча цінність цього заходу не доведено на практиці, це прискорило розвиток в Австралії мікробіології.
1901 року королівська комісія провела розслідування ситуації. Після усвідомлення проблеми в Австралії використано різні методи скорочення популяції кролів. Вони мали обмежений успіх до введення методів біологічного контролю в другій половині XX століття.

### Традиційні методи контролю
Відстріл кролів — один з найпоширеніших методів контролю чисельності і може з успіхом використовуватися для керування чисельністю популяції, забезпечуючи людей і домашніх тварин їжею, хоча повномасштабне винищення вимагає різних методів.

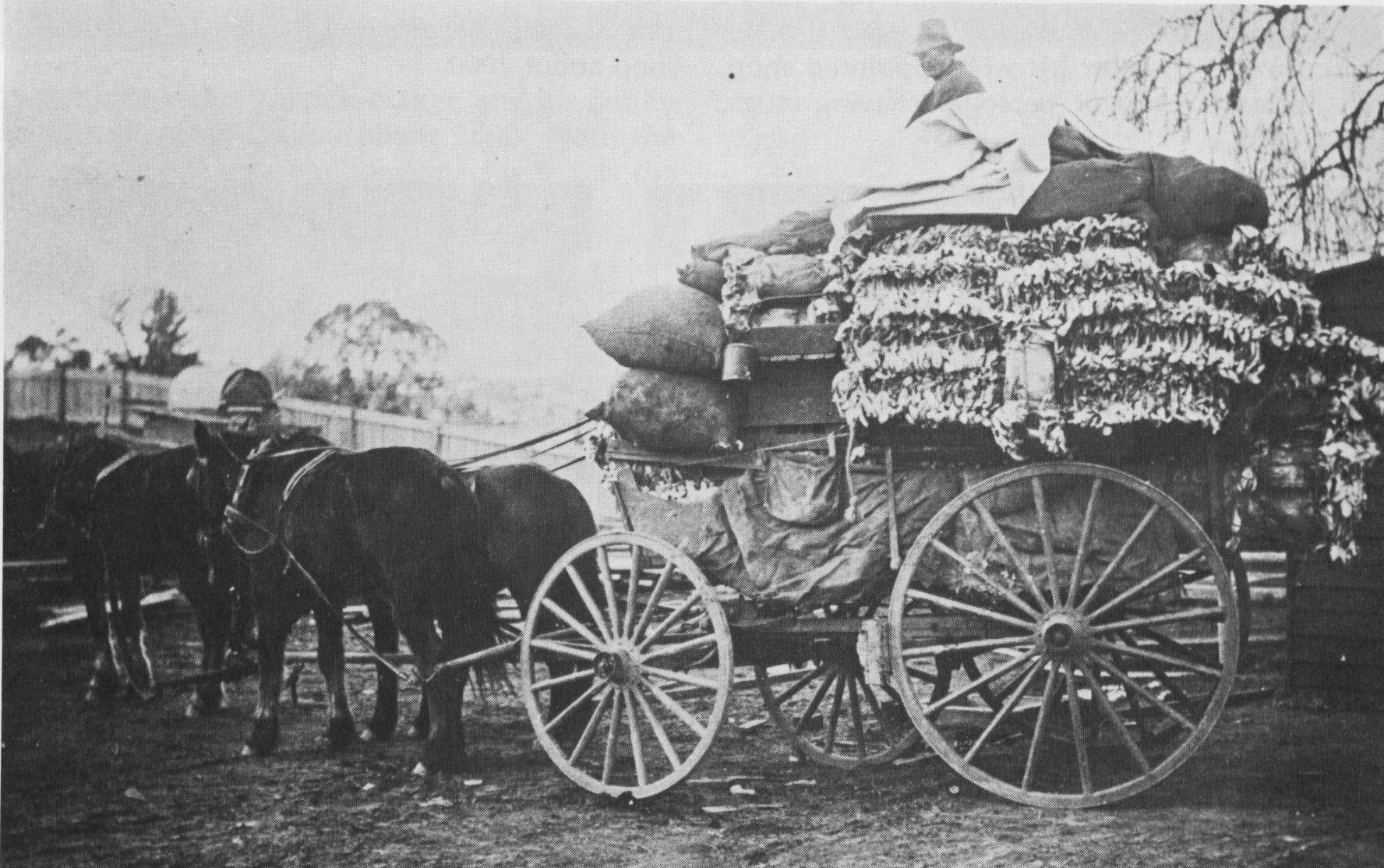
Віз, наповнений шкурками кролів. Новий Південний Уельс, близько 1905 року

Широко використовують, особливо на великих фермах (так званих станціях), руйнування кролячих садків розпушуванням землі (в ході цієї процедури кролі гинуть або виявляються похованими живцем після того, як борони бульдозерів руйнують їхні нори), розорювання земель, вибухи, дезінфекцію. Розпушування і розорювання з використанням тракторів і бульдозерів є дієвими методами в багатьох областях Австралії завдяки піщаному ґрунту.
Можливо, найпоширенішим методом є отруєння, оскільки воно вимагає найменше зусиль. Незручністю цього методу є те, що після цього кролів не можна вжива в їжу як людям, так і домашнім тваринам. Для отруєння найчастіше використовують фторацетат натрію («1080») і піндон.
Іншим методом є полювання за допомогою домашніх тхорів, які виганяють кролів з нір під постріли або в сіті. Однак тхори можуть убити тільки обмежене число кролів, тому цей швидше спосіб полювання, ніж серйозний метод обмеження кількості.
Історично періодично використовують пастки. Від 1980 року в більшості штатів заборонено капкани зі сталевими щелепами, які утримують жертв за лапи, — як результат боротьби проти жорстокого поводження з тваринами, хоча пастки з гумовими щелепами продовжують використовувати. Ці трудомісткі методи використовують тільки в населених областях.

### Паркан
1907 року з метою обмежити популяцію кролів у Західній Австралії між мисом Керодрен і Есперансом зведено паркан для захисту від кролів. Проте, європейські кролі можуть досить високо стрибати і копати під парканом нори. Навіть якщо підтримувати сотні миль паркану в справному стані і не дозволяти фермерам і скотарям залишати ворота відкритими для прогону худоби або руху машин, малоймовірно, що паркан досяг успіху.

### Біологічні заходи

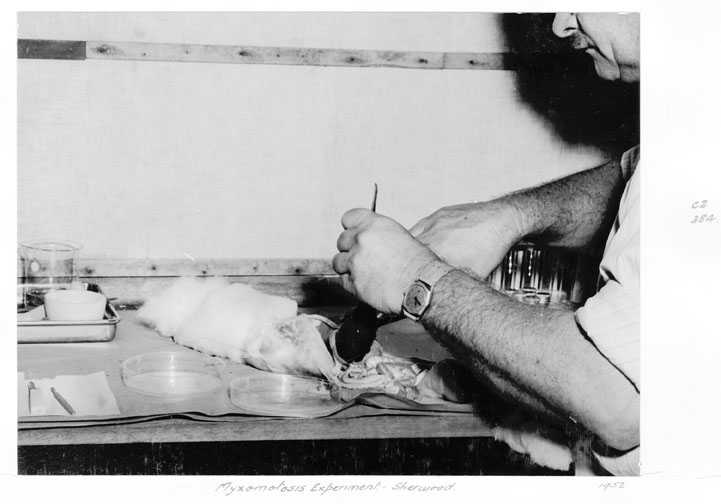
Експерименти з міксоматозом. 1952 рік

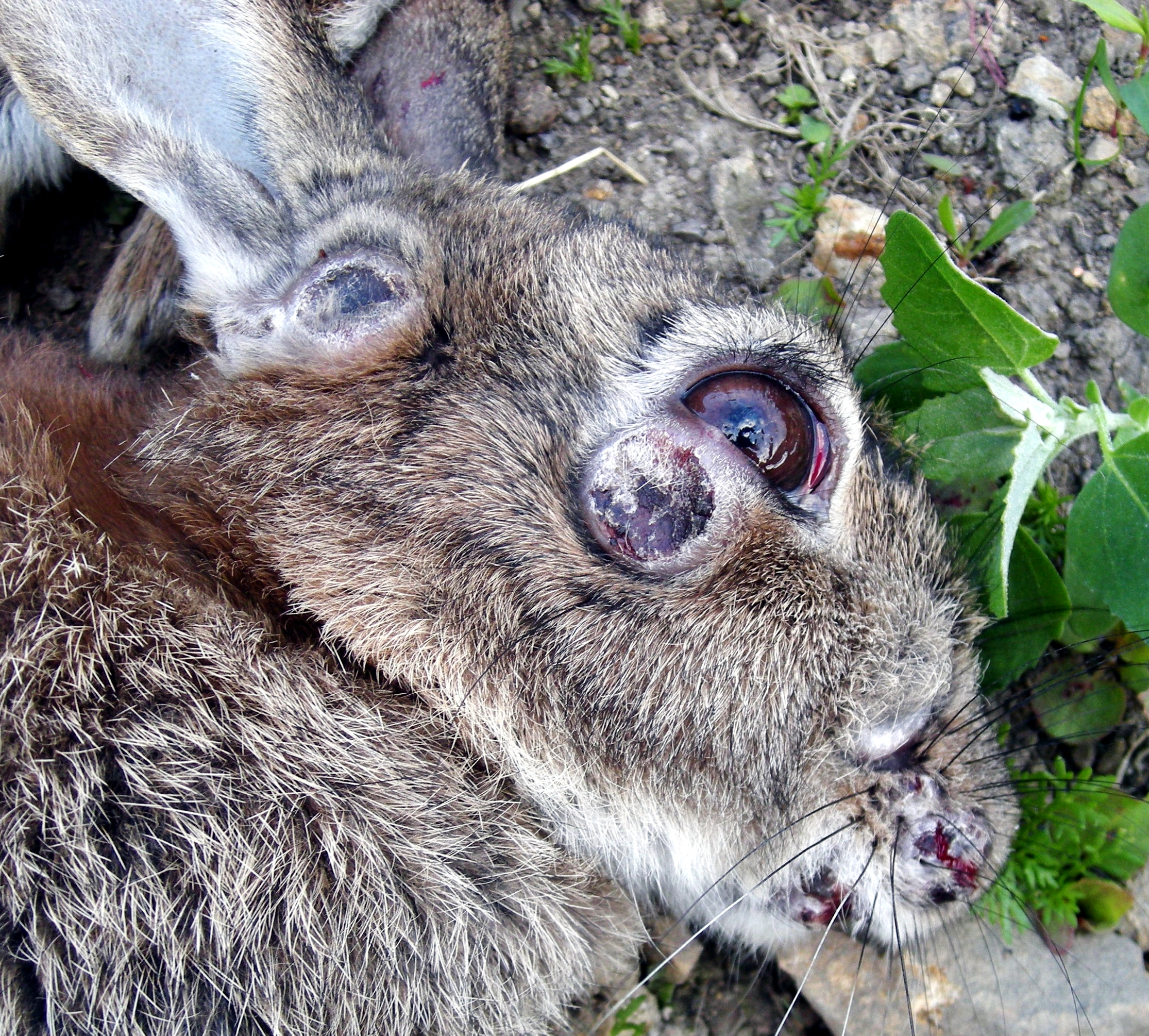
Пухлини на шкірі кроля, ураженого міксоматозом

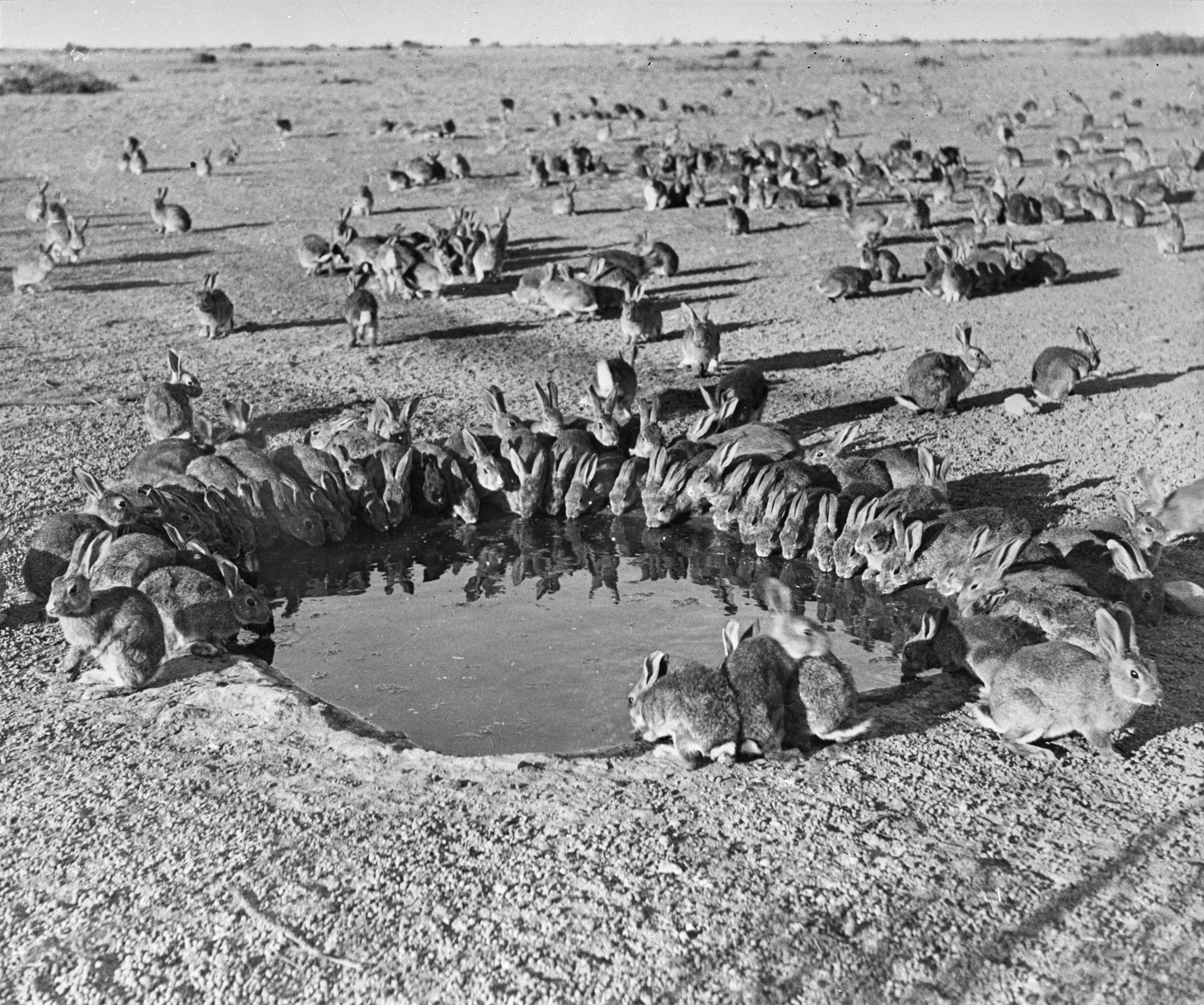
Кролі навколо водойми в карантинному таборі на острові Варданг. 1938 рік

Поширення в Австралії збудників захворювань кролів виявилося ефективним заходом керування чисельністю популяції. 1950 року після дослідження, проведеного Френком Феннером, у кролячій популяції поширили завезений із Південної Америки вірус міксоми, що призвело до скорочення кролячої популяції від 600 до 100 млн. Однак у кролів, що залишилися живими, виробилася генетична опірність вірусу, завдяки чому до 1991 року чисельність популяції відновилася до 200—300 млн. Джаред Даймонд у книзі «Зброя, мікроби і харч: Витоки нерівностей між народами» зазначив:
Найліпше вивчений випадок — зараження австралійських кролів міксоматозом. Про цей вірус, характерний для диких видів бразильських кролів, було відомо, що він може викликати смертельну епідемію серед європейських свійських кролів, які належать до іншого виду. Тому вірус навмисно занесли до Австралії у 1950-му році, сподіваючись очистити континент від справжньої пошесті європейських кролів, яких нерозумно завезли сюди в XIX столітті. Протягом першого року вірус міксоматозу дав відрадний (для австралійських фермерів) 99,8-відсотковий рівень смертності серед заражених кролів. На превеликий жаль для фермерів, наступного року смертність упала до 90%, а згодом - до 25%, розладнавши плани повністю очистити Австралію від кролів. А проблема полягала в тому, що вірус міксоматозу еволюціонував для служіння власним інтересам, які розходилися з нашими інтересами й інтересами кролів. Він змінився в такий спосіб, щоб убивати менше кролів і давати змогу смертельно враженим довше пожити перед смертю. Як наслідок, менш убивчий вірус міксоматозу передає своє потомство більшій кількості кролів, ніж початковий надзвичайно убивчий міксоматоз.
Для боротьби з цією тенденцією Державне об'єднання наукових і прикладних досліджень, починаючи від червня 1991 року, протягом трьох років всебічно випробовувало кальцивірус, що викликає геморагічну хворобу кролів. Вірус проник за межі карантинної зони на острові Варданг біля узбережжя Південної Австралії, де проходили польові випробування щодо визначення придатності для боротьби з дикими кролями, і до кінця жовтня 1995 року відзначено його появу в кролів у Юнті і Гам-Кріку в північно-східній Австралії. До зими 1996 року вірус поширився Вікторією, Новим Південним Уельсом, на Північними територіями і Західною Австралією. Вірус діяв успішніше лише в умовах сильної спеки, оскільки в прохолодніших і вологіших районах Австралії з'явився інший кальцивірус, який сприяв імунізації кролів проти небезпечнішої форми.
Проти геморагічної хвороби кролів у Австралії існує вакцина. Міксоматоз і геморагічна хвороба кролів невиліковні, і багато заражених домашніх звірів умертвили. У Європі кролів вирощують у значних масштабах, і там їх захищено від кальцивірусу генетично зміненою його формою. Вакцину розроблено в Іспанії.